# Естольйо
Естольйо (ісп. Estollo) — муніципалітет в Іспанії, у складі автономної спільноти Ла-Ріоха. Населення — 102 осіб (2009).
Муніципалітет розташований на відстані близько 220 км на північ від Мадрида, 36 км на південний захід від Логроньйо.

## Демографія
Динаміка населення (INE ):

## Галерея зображень

Розташування муніципалітету